# Nenad Tokalić - Nešo
Nenad (Nešo) Tokalić, slovenski igralec srbskega rodu, * 18. marec 1973, Kraljevo.
Nastopal je v humorističnih nanizankah Čista desetka (2010) in Dragi sosedje (2017).